# تمندر
تمندر یک روستا در ایران است که در شهرستان گلبهار استان خراسان رضوی واقع شده‌است. تمندر ۳۱ نفر جمعیت دارد.

## جمعیت
این روستا در دهستان بیزکی قرار دارد و براساس سرشماری مرکز آمار ایران در سال ۱۳۸۵، جمعیت آن ۳۱ نفر (۷خانوار) بوده‌است.